# 正规军
正规军（英語：regular army），亦稱政府軍、軍隊，是国家政府（或政治集团）按照统一的体制编制、武器装备、制度和纪律、服装和标志等原则实施组织、管理、教育、训练、补充和供给的军队。
世界上第一支正規军由薩爾貢（在位期間公元前2371年—2316年）建立，有5400人。
已故美國無政府主義者伏爾泰琳·克蕾強烈反對正规軍隊的制度，她認為正规军的存在不但不會促進和平，反而更可能引發戰爭。她在1909年的論文"Anarchism and American Traditions"中，主張「所有和平的人們應該拒絕支援軍隊，並要求那些希望發動戰爭的人自行承擔成本和風險，和平的人們不會替這些將殺人當作買賣的人籌措資金或撫恤金。」
康德在他著名的《论永久和平》论文中，也主張透過鼓励缔结和平合约，藉此逐步使正规军失效，进而逐步完全废除常备军。